# رمز بريد

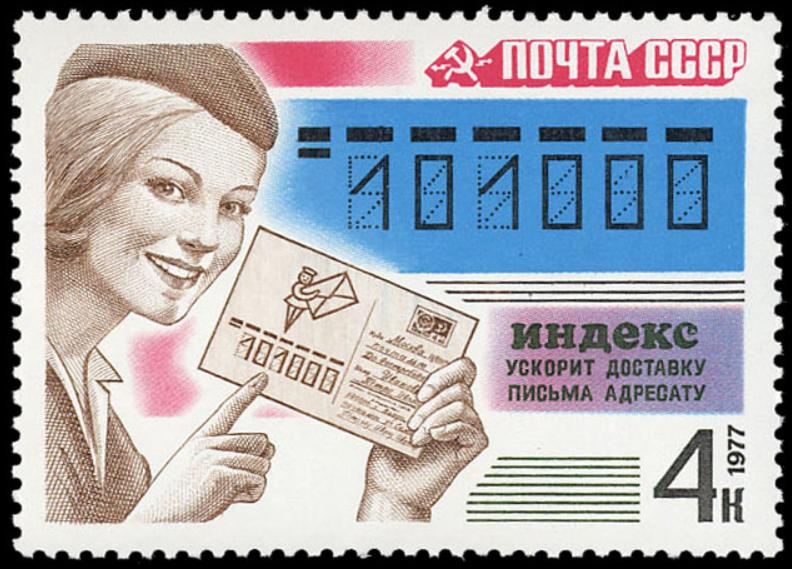

الرمز البريدي أو ترقيم البريد سلسلة من الحروف أو الأرقام تلحق إلى العنوان البريدي لغرض فرز البريد إلكترونيا.